# Kerwad (Gundyanati), Khanapur
Kerwad (Gundyanati) là một làng thuộc tehsil Khanapur, huyện Belgaum, bang Karnataka, Ấn Độ.